# Clarias nieuhofii
Clarias nieuhofii là một loài cá da trơn trong họ Cá Trê. Nó phân bố rộng rãi ở Đông Nam Á bao gồm miền nam Việt Nam, Campuchia, Thái Lan, bán đảo Mã Lai, một phần của quần đảo Sunda Lớn (Indonesia và Malaysia, bao gồm cả Borneo), và Philippines.
Được đặt tên để vinh danh Johan Nieuhof (1618-1672), Công ty Đông Ấn Hà Lan, người đã mô tả và minh họa loài này vào năm 1682 (nhưng sau đó kiểm tra hình minh họa của Nieuhof cho thấy nó là một loài khác).
Loài này có thể phân biệt được với các loài cá trê khác, ngoại trừ Clarias batu và Clarias nigricans mới được phát hiện gần đây, bởi cơ thể rất dài khiến nó có vẻ ngoài giống lươn. Màu sắc nói chung là xám với hai hàng đốm trắng chạy dọc theo chiều dài của cơ thể ngay dưới đường bên và 13 hoặc 14 hàng đốm trắng dọc ngay trên đường thẳng. Các mẫu vật có chiều dài tiêu chuẩn lên tới 50 cm (19,7 inch) đã được ghi lại.